# Kolding IF
A Kolding Idræts Forening, egy dán labdarúgócsapat. 1895-ben alapították, jelenleg a harmadosztályban szerepelnek.

## Jelenlegi keret
2023. január 31. szerint.
| #  |     | Poszt | Név                   |
| -- | --- | ----- | --------------------- |
| 1  | DNK | K     | Christoffer Petersen  |
| 2  | DNK | V     | Patrick Tjørnelund    |
| 4  | DEN | KP    | Christian Vestergaard |
| 5  | NZL | V     | Dalton Wilkins        |
| 6  | DNK | KP    | Sebastian Sommer      |
| 7  | DNK | V     | Jacob Torp            |
| 8  | DNK | KP    | Mike Vestergaard      |
| 9  | DNK | CS    | Thomas Mikkelsen      |
| 10 | DNK | KP    | Christian Kudsk       |
| 11 | CIV | CS    | Yao Dieudonne         |
| 13 | DNK | V     | Jakob Kiilerich       |

| #  |     | Poszt | Név                |
| -- | --- | ----- | ------------------ |
| 14 | DNK | CS    | Paul Ngongo        |
| 16 | DNK | KP    | Asker Beck         |
| 18 | DNK | KP    | Oskar Stentoft     |
| 19 | DNK | KP    | Tobias Sommer b    |
| 24 | DNK | V     | Simon Trier        |
| 27 | DNK | K     | Christopher Møller |
| 29 | DNK | KP    | Mikkel Jespersen   |
| 34 | DEN | KP    | Sebastian Denius   |
| 99 | NGA | CS    | Justice Ohajunwa   |

## Híres játékosok
- Jan Mølby

## Külső hivatkozások
- Hivatalos honlap